# Pureza Natural

Pureza Natural es una banda panameña de género Reggae formados en el año 2005, el cual luego de 10 años de trayectoria se ha convertido en la Banda más representativa de Reggae en Panamá y una de las más influyentes en la región.

## Historia
Pureza Natural fue fundada por Edwin Jiménez y José Polo (hoy en día artista solista conocido como Joc Polo) en el año 2005. En el año 2006 presentaron su primer trabajo discográfico titulado "Mundo de Hoy" bajo la producción de Sonidos Búho. De esta producción, algunos de sus temas más destacados son Advertencia, Fire y Verde Aqua. Esta producción les dio a conocer principalmente en la región de Centroamérica, llegando a participar en grandes festivales como por ejemplo "El Festival Verdad" en el Salvador(05.08.2008). Desde entonces han cautivado a Latinoamérica con sus canciones y compartido escenario con artistas de la talla de Kafu Banton (Panamá), Cultura Profética (Puerto Rico), Calle 13 (Puerto Rico) Soja (USA) y Gentleman (Alemania).
En el año 2010 Pureza Natural presenta su segunda producción homónima "Pureza Natural" el cual les da a conocer en el resto de Latinoamérica y los consolida como una de las bandas más importantes de Reggae de Panamá. En dicha producción colaboran con artistas de la talla de Rodrigo "Lilo" Sánchez (vocalista de la agrupación Señor Loop) en el tema "Ya pocos quedan". y temas como Emociones Tantas y Con el pensamiento se apoderan del cariño de sus seguidores.
Hoy, luego de diez años de trayectoria, Pureza Natural presenta su más reciente producción titulada "Larga Distancia" bajo el sello Alemán "Tone Complex Music". En este disco el grupo conjuga el ritmo reggae con armonías de rock, jazz, blues, funk, cumbia andina e incluso música folclórica panameña. Esta producción muestra una gran madurez y composición musical. Entre los temas más destacados de esta producción se encuentran Memoria Azul, Eco de tu Voz, Inna Different Estilo y  Se va y se pasea.

## Discografía
- Mundo de Hoy (2006)
- Pureza Natural (2010)
- Larga Distancia (2015)

### Colaboraciones
- Fé (con Rey JahB - España) (2007)
- Revolution (con Rebel-I - Perú) (2007)
- Ya pocos quedan (con Rodrigo "Lilo" Sánchez) (2010)
- Dub 3 (con Bigg Time Canna) (2010)
- Nadie como tú (con Latin Fresh y Roockie) (2012)
- Tu Sombra feat. Edwin Jiménez (con Fuerza Dread) (2016)

## Miembros de la Banda

### Actuales Miembros
- Edwin Jiménez—Fundador, Vocals
- Luis Chen—Piano, Keyboards
- Victor Castrellón—Bass Guitar
- Fany McGhan —Percussion
- Edwin Borden;Performance
- Moisés Zambrano— Drums
- Keren Zambrano—Vocals
- Daniel Obando—Saxophone
- Adolfo Hall—Trumpet

### Antiguos Miembros
Marco Moreau— Guitar
- Alessandra Rohrmoser—Vocals
- Amalia Ortiz—Vocals
- Alvin Ábrego—Trumpet
- Farés Almanza—Trombone
- Enoy Rodríguez—Drums
- Henry Cárdenas—Drums
- Jorge Arango—Bass Guitar
- José Polo—Vocals
- Ivanette de Frías - Vocals